# Byrum
Byrum er den største by på den danske ø Læsø i Kattegat. Byen er den eneste af øens tre byer, som ikke ligger ud til vandet. Byen har 440 indbyggere  (2024), og rummer både øens kommunekontor (Læsø Kommune) og dens skole – Læsø Skole. Centralt i Byrum findes Byrum Kirke. I byen findes også Læsøtårnet, der er et 17 meter højt udsigtstårn, beliggende tæt ved byens hovedgade. Læsø Bio blev grundlagt i 1932 og viser film nogle gange om ugen.
Byrum hører til Region Nordjylland.